# Jenni Vartiainen
Jenni Vartiainen (Kuopio, 20 maart 1983) is een Finse zangeres. Ze werd bekend toen ze in 2002 samen met drie andere meisjes de Finse editie van Popstars won. Samen met twee van de andere winnaars richtte ze de groep Gimmel op die twee albums maakte vooraleer uit elkaar te gaan eind 2004. Het debuutalbum was goed voor platina.
Jenni Vartiainens eerste single Tunnoton verscheen in april 2007 en het debuutalbum Ihmisten edessä in september 2007. Singles waren Ihmisten edessä, Toinen, Mustaa kavia en Malja. Het album verkocht 39 000 exemplaren, wat veel is in Finland, het album bereikte dan ook de platina-status.
In maart 2010 verscheen het tweede album Seili dat in de eerste week 45 000 exemplaren verkocht, goed voor dubbel platina. De eerste single En haluu kuolla tänä yönä bereikte de eerste plaats in de Finse hitparade.
Jenni Vartiainens muziek beslaat een veelheid van genres, van rockmuziek tot ballads en electropop.

## Discografie

### Albums
- 2007: Ihmisten edessä
- 2010: Seili

### Singles
- 2007: Tunnoton
- 2007: Ihmisten edessä
- 2007: Toinen
- 2008: Mustaa kahvia
- 2010: En haluu kuolla tänä yönä
- 2010: Nettiin
- 2010: Missä muruseni on
- 2010: Duran Duran
- 2013: Junat ja Naiset

- International Standard Name Identifier: 0000 0001 3190 2750
- MusicBrainz: 79494a58-eb27-49d1-8969-f1eac5433b5d